# Совет церквей Ботсваны
Совет церквей Ботсваны (англ. Botswana Council of Churches, BCC) — экуменическая христианская организация в Ботсване.
Основан в 1966 году основными христианскими церквями страны. Штаб-квартира — в Габороне. Предшественник совета — Христианский совет Ботсваны, основан в 1964 году. Переименование состоялось 21 мая 1966 года.
Хотя совет начинался как чисто религиозная организация с небольшим количеством членов, с тех пор он расширил сферу деятельности, а количество членов выросло и продолжает расти по всей стране. Среди направлений деятельности — политическое просвещение, работу с молодёжью, работу с беженцами, улучшение положения женщин. Совет является членом Всемирного совета церквей и Содружества христианских советов Южной Африки.
Объединяет 35 церквей и христианских организаций, составляющих большинство церквей Ботсваны; основные члены:
- Англиканская епархия Ботсваны[англ.]
- Римская католическая церковь
- Церковь Бога во Христе
- Голландская реформатская церковь в Ботсване
- Евангелическо-лютеранская церковь в Ботсване
- Евангелическо-лютеранская церковь в Южной Африке[англ.]
- Объединённая приходская церковь Южной Африки[англ.]
- Церковь апостолов последователей Агнца (англ. Lamb's Followers Apostles Church)
- Методистская церковь Южной Африки (англ. Methodist Church of Southern Africa)
- Церковь откровения благословенного мира (англ. Revelation Blessed Peace Church)
- Свято-Апостольская церковь в Ботсване (англ. St Apostolic Church in Botswana)
- Исаакиевская церковь во спасении (англ. St Isaac Church in Salvation)
- Апостольская миссия Святого Павла (англ. St Paul's Apostolic Mission)
- Апостольская церковь Утлванг Лефоко (англ. Utlwang Lefoko Apostolic Church)

Среди ассоциированных членов совета: Ассоциация медицинских миссий в Ботсване, Библейское общество в Ботсване, Христианское женское братство, Движение поколения Иисуса, Колледж теологического образования Кголагано, Меннонитское служение в Ботсване и Ассоциация молодых христианок.